# يرقان انحلالي
ينجم اليرقان الانحلالي، المعروف أيضًا باسم اليرقان قبل الكبدي، عن انحلال الدم أو التقويض المفرط لخلايا الدم الحمراء، إذ لا تتمكن حينها الخلايا الكبدية من طرح مادة البيليروبين، الناجمة عن الانحلال، بسرعة كافية. لا يساهم الكبد في هذا النوع من اليرقان، إلا إذا كان المريض مصابًا في نفس الوقت بخلل في وظائف الكبد أو يعاني من تلف في الخلايا الكبدية.
بصفته أحد أنواع اليرقان الثلاثة، فإن العلامة الأوضح لليرقان الانحلالي، هي تغير لون صلبة أو جلد المريض أو اصفرارهما، ويمكن ملاحظة أعراض أخرى مرتبطة بالأسباب الأساسية الكامنة وراء انحلال الدم. تتنوع أسباب انحلال الدم المرتبطة بفرط إنتاج البيليروبين، وتشمل: فقر الدم المنجلي وكثرة الكريات الحمر الكروية الوراثية وفرفرية نقص الصفيحات التخثرية وفقر الدم الانحلالي بالمناعة الذاتية وانحلال الدم التالي للتسمم الدوائي والثلاسيميا الصغرى وفقر الدم بخلل تكون الكريات الحمر الخلقي. تؤثر الفيزيولوجيا المرضية لليرقان الانحلالي مباشرةً على عملية استقلاب البيليروبين، إذ يتجاوز إنتاج البيليروبين، الناتج عن انحلال الدم، قدرة الكبد على قرن البيليروبين بحمض الغلوكورونيك.
يعتمد تشخيص اليرقان الانحلالي بشكل أساسي على ملاحظة اصفرار جلد المريض وصلبتي عينيه، بينما يحدد سبب انحلال الدم باستخدام التحاليل المخبرية. يعتمد العلاج على السبب الذي أدى للانحلال، ولكن يمكن استخدام العلاج بالضوء المكثف وتبديل الدم لمساعدة المريض على طرح البيليروبين المتراكم. تشمل المضاعفات المرتبطة باليرقان الانحلالي فرط بيليروبين الدم واعتلال الدماغ المزمن بالبيليروبين، وقد تكون مميتة بدون تلقي علاج مناسب.

## العلامات والأعراض

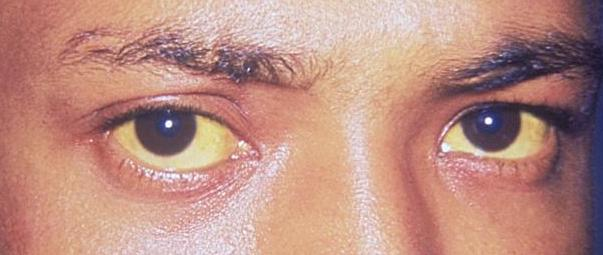
اصفرار الصلبة بسبب اليرقان.

إضافةً لاصفرار لون الصلبة والجلد، ترتبط العلامات والأعراض المشاهدة الأخرى بأسباب انحلال الدم.
على سبيل المثال، إذا كان المريض يعاني من اليرقان الانحلالي الناتج عن فقر الدم المنجلي، قد تلاحظ علامات تشير إلى انسداد الأوعية في الحالات الحادة، كألم الانسداد الوعائي الحاد ومتلازمة الصدر الحادة، بينما يشاهد في الحالات المزمنة أعراض فقر الدم، كالاضطرابات العصبية وأمراض رئوية مختلفة. 
بصرف النظر عن الأسباب، تثبت التحاليل المخبرية ارتفاع مستويات البيليروبين غير المقترن. نادرًا ما يتجاوز تركيز البيليروبين في الدم 4 مغ/ ديسيلتر، إلا إذا كان المريض يعاني من أمراض كبدية بالتزامن مع انحلال الدم.

## الأسباب

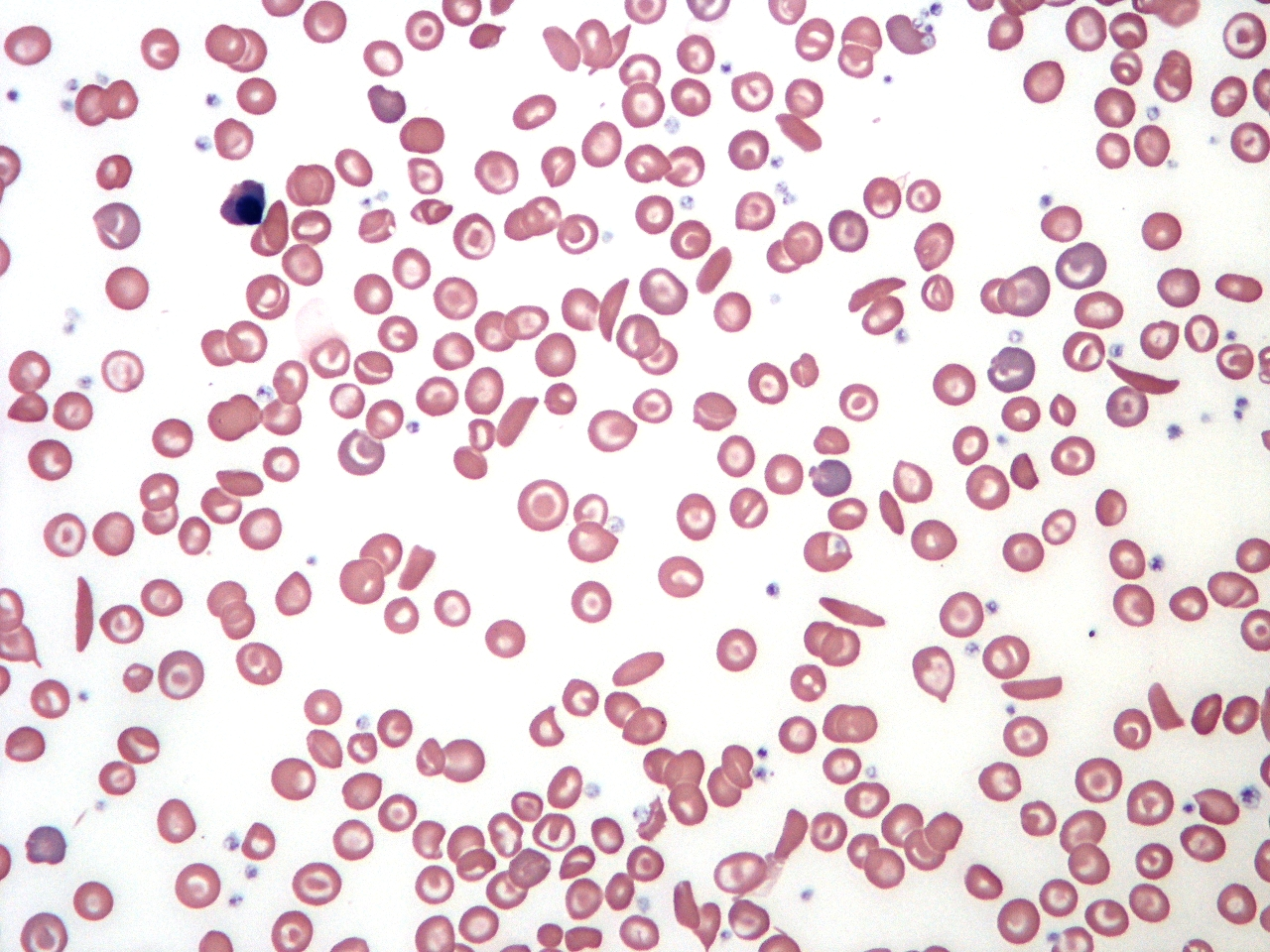
لطاخة دم لمريض مصاب بفقر الدم المنجلي. يمكن ملاحظة الشكل المنجلي المميز لخلايا الدم الحمراء.

الأسباب الكامنة وراء اليرقان الانحلالي هي، كما يوحي اسمه، الاضطرابات المرتبطة بانحلال الدم. تتعدد هذه الاضطرابات وتتضمن الأسباب الشائعة ما يلي:
- مرض فقر الدم المنجلي، وفيه تؤدي طفرة في جين الغلوبين إلى تكوين الهيموغلوبين المنجلي. يتميز هذا المرض بمظاهر فقر الدم الانحلالي المزمن المعاوض، ولا تقتصر نتائج التحاليل المخبرية فيه على فرط بيليروبين الدم غير المقترن، بل تتضمن أيضًا ارتفاع نازعة هيدروجين اللاكتات في الدم وانخفاض هابتوغلوبين المصل.
- فرفرية نقص الصفيحات التخثرية، وفيها يسبب انخفاض نشاط بروتياز انشطار عامل فون ويلبراند، ADAMTS13، اعتلال أوعية دقيقة تخثري. يتميز هذا المرض، المكتسب أو الوراثي، بفقر دم انحلالي حاد للغاية. تظهر النتائج المخبرية في هذه الحالة ارتفاع شديد في نازعة هيدروجين اللاكتات في الدم مع سلبية الأجسام المضادة لكرات الدم الحمراء واختبار كومبس. يلاحظ سريريًا تغير لون البول للون داكن، نتيجة ما يسمى بالبيلة الهيموغلوبينية، بسبب انحلال الدم داخل الأوعية الدموية (انظر الفيزيولوجيا المرضية أدناه).
- فقر الدم الانحلالي المناعي الذاتي، وفيه تتفاعل أجسام مضادة ذاتية مع خلايا الدم الحمراء الذاتية وتخربها. يتميز هذا المرض بزيادة انحلال الدم خارج الأوعية الدموية. تُظهر التحاليل المخبرية، في فقر الدم الانحلالي المناعي الذاتي بالأضداد الحارة والباردة، ارتفاع نازعة هيدروجين اللاكتات وانخفاض الهابتوغلوبين أو انعدامه وإيجابية اختبار كومبس. يشاهد اليرقان أو البول الداكن سريريًا في ثلث الحالات تقريبًا، ومعظم الأعراض إجمالًا ترتبط بفقر الدم.

تشمل الأسباب الأخرى الأقل شيوعًا لانحلال الدم ما يلي:
- انحلال الدم التالي للتسمم الدوائي.[11]
- الثلاسيميا الصغرى.[12]
- فقر الدم بخلل تكون الكريات الحمر الخلقي.[13]

لا تعتبر القائمة أعلاه شاملة، ويجب الاشتباه بالأسباب النادرة لانحلال الدم، كعدوى البرتونيلة وانحلال الدم الناجم عن نقل الدم وفقر الدم الانحلالي باعتلال الأوعية الدقيقة، عند ظهور أعراض مرتبطة بها.

## الفيزيولوجيا المرضية

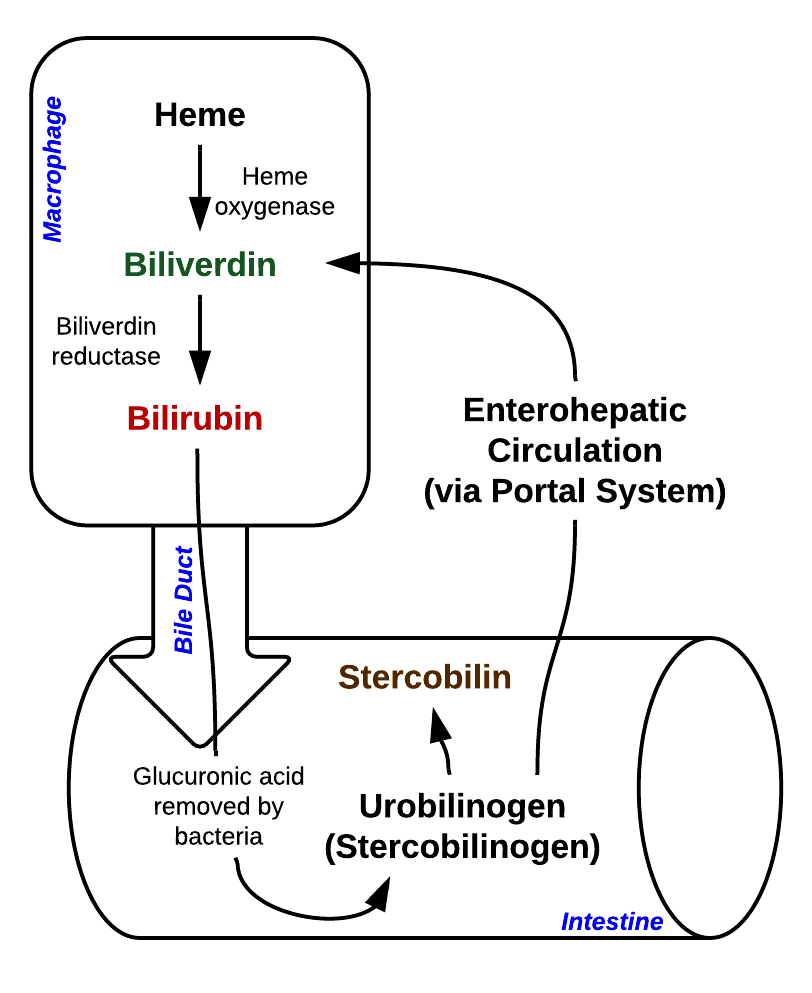
عملية تفكك الهيم التي تؤدي إلى إنتاج البيليروبين في انحلال الدم خارج الأوعية الدموية.

### فرط إنتاج البيليروبين
يمكن فهم الآليات التي تؤدي لفرط إنتاج البيليروبين في اليرقان الانحلالي بالاعتماد على الموقعين الرئيسيين لانحلال الدم: داخل الأوعية الدموية وخارجها.
أثناء انحلال الدم داخل الأوعية الدموية، تتحلل خلايا الدم الحمراء داخل الأوعية الدموية، ما يسمح للهيموغلوبين، الناتج عن خلايا الدم الحمراء الممزقة، بتكوين معقدات هابتوغلوبين- هيموغلوبين، وهذه الأخيرة تبتلعها خلايا الكبد والطحال وتفككها. إذا كانت درجة انحلال الدم مرتفعة بشكل كبير، يتحول الهيموغلوبين غير المقترن إلى ميثيموغلوبين، ومنه يرتبط جزء الهيم بالهيموبكسين أو الألبومين. تبتلع خلايا الكبد كلا المعقدين الناتجين وتفككهما إلى بيليروبين. 
أثناء انحلال الدم خارج الأوعية الدموية، تتحلل خلايا الدم الحمراء عن طريق البلعمة بواسطة الخلايا البلعمية الكبيرة في الجهاز الشبكي البطاني، لتهضمها في النهاية الجسيمات البلعمية. إثر ذلك، يتحلل الهيموغلوبين الموجود ضمن خلايا الدم الحمراء ويحرر الهيم، الذي يتفكك بدوره بواسطة أكسجيناز الهيم المكروسومي، إلى حديد وأول أكسيد الكربون وبيليفردين، ثم يختزل على الفور إلى بيليروبين غير مقترن، بواسطة إنزيم بيلفريدين ريدوكتاز، ليطرح في النهاية في البلازما.

### ألفة البيليروبين غير المقترن للألبومين
في نوعي انحلال الدم المذكورين أعلاه، قد تتراكم مستويات منخفضة فقط من البيليروبين المقترن في مصل الدم، ويبلغ مقدار المستوى الطبيعي حتى 4% من إجمالي البيليروبين، إذ يمكن إطراح البيليروبين المقترن بكفاءة في الصفراء عبر الغشاء القنيوي. يلاحظ ارتفاع مستويات البيليروبين المقترن فقط عند وجود أذية كبدية صفراوية مرافقة. عندما يتجاوز الأمر قدرة الغشاء القنيوي على الإطراح، سوف يتراكم البيليروبين المقترن في البلازما. يملك البيليروبين غير المقترن ألفة عالية للألبومين، وفي المستويات العالية منه، قد لا يتمكن الجسم من طرحه بكفاءة عبر الترشيح الكبيبي. نتيجةً لذلك، سيرتبط بالأنسجة المرنة للجلد والصلبة، حيث توجد نسبة عالية من الألبومين، وهذا ما يفسر الاصفرار الملاحظ في هذه الأنسجة في حالات اليرقان الانحلالي.